# Rentenübersichtsgesetz
Das Rentenübersichtsgesetz ist ein deutsches Gesetz, das die Einführung einer einheitlichen und digitalen Rentenübersicht für  Bürger regelt. Es wurde als Art. 1 des umfassenden Artikelgesetzes „Gesetz zur Verbesserung der Transparenz in der Alterssicherung und der Rehabilitation sowie zur Modernisierung der Sozialversicherungswahlen und zur Änderung anderer Gesetze (Gesetz Digitale Rentenübersicht)“ mit dem Ziel geschaffen, Transparenz und Klarheit bezüglich der individuellen Absicherung aus allen drei Säulen der Alterssicherung (gesetzliche, betriebliche und private Altersvorsorge) zu schaffen. Die Digitale Rentenübersicht soll gegebenenfalls Maßnahmen für weitere Vorsorge ermöglichen, um den eigenen angestrebten Lebensstandard im Alter zu erreichen und ist damit auch Basis der kommerziellen Finanzberatung.

## Hintergrund
Mit der fortschreitenden Digitalisierung und der steigenden Bedeutung der privaten Altersvorsorge wurde deutlich, dass viele Menschen Schwierigkeiten haben, den Überblick über ihre Rentenansprüche zu behalten. Es fehlte an einer zentralen und leicht zugänglichen Informationsquelle, die alle relevanten Informationen zusammenführt. Um diesem Problem entgegenzuwirken, wurde das Rentenübersichtsgesetz beschlossen.

## Ziele und Zweck
Das Rentenübersichtsgesetz hat das Ziel, den Bürgern eine umfassende und einheitliche Übersicht über ihre individuellen Altersvorsorgeansprüche zur Verfügung zu stellen. Dabei sollen die gesetzlichen Rentenversicherungsträger sowie die betrieblichen und privaten Altersvorsorge-Anbieter ihre Informationen zu den individuellen Rentenansprüchen digital bereitstellen.
Bestandteil der Rentenübersicht sind ausschließlich die Versorgungstypen, die sich offensichtlich dem Zweck der Altersvorsorge zuordnen lassen und deren Leistungsphase nicht vor der Vollendung des 60. Lebensjahrs liegt.
Die Rentenübersicht dient als Instrument zur transparenten Darstellung der Altersvorsorgesituation und ermöglicht den Versicherten eine bessere Planung ihrer finanziellen Zukunft.

## Betreiber der Online-Plattform für die digitale Rentenübersicht

Logo

Das zugelassene Rentenübersichtsgesetz bestimmte, dass das benötigte Online-Portal von einer zentralen Stelle für die digitale Rentenübersicht erstellt, betreut und verwaltet wird. Diese Zentrale Stelle für die digitale Rentenübersicht (ZfDR) wird unter dem Dach der Deutschen Rentenversicherung Bund geführt.

## Voraussetzungen
Das Rentenübersichtsgesetz legt bestimmte Voraussetzungen fest, die von den Rentenversicherungsträgern und Altersvorsorge-Anbietern (einbezogen sind auch ausländische Anbieter, soweit sie dem deutschen Recht unterfallen und einen Sitz in Deutschland unterhalten) erfüllt werden müssen, um die Rentenübersicht bereitzustellen. Dazu gehören unter anderem:
1. Digitale Erfassung: Die Rentenansprüche müssen digital erfasst und gespeichert werden, um sie in der Rentenübersicht darstellen zu können.
2. Aktualität: Die Informationen in der Rentenübersicht müssen regelmäßig aktualisiert werden, um den Versicherten stets den aktuellen Stand ihrer Rentenansprüche zu bieten.
3. Datenschutz: Der Schutz der persönlichen Daten hat oberste Priorität. Die Rentenübersicht muss höchste Standards im Datenschutz gewährleisten, um die sensiblen Informationen der Versicherten zu schützen.
4. Nutzerfreundlichkeit: Die Rentenübersicht muss benutzerfreundlich gestaltet sein, damit die Versicherten leicht auf die Informationen zugreifen und diese verstehen können. Eine klare und verständliche Darstellung der Rentenansprüche ist unerlässlich.

## Betriebsphase
Die erste zwölfmonatige Betriebsphase hat am 30. Juni 2023 begonnen. Bevor sie endet, soll die Zentrale Stelle für die Digitale Rentenübersicht einen Evaluierungsbericht über die Erfahrungen und Ergebnisse der ersten Betriebsphase vorlegen (§ 6 Abs. 3 RentÜG).
Das Rentenübersichtsgesetz hat erhebliche Auswirkungen auf die Art und Weise, wie Renteninformationen bereitgestellt werden. Es ermöglicht den Versicherten, ihre Rentenansprüche digital abzurufen und einen umfassenden Überblick über ihre Altersvorsorge zu erhalten. Hochrechnungen liegen die realistische Einschätzung künftiger Entwicklungen zugrunde. Dadurch wird die Planung der eigenen finanziellen Zukunft erleichtert und die Transparenz erhöht. Die Rentenübersicht trägt dazu bei, dass Versicherte fundierte Entscheidungen zur zukünftigen Altersvorsorge treffen. Wegen der unterschiedlichen steuerlichen Bemessungsgrundlagen (so gelten etwa teils die nachgelagerte, teils die den Ertragsanteil betreffende und teils die Kohortenversteuerung), werden die Werte der unterschiedlichen Versorgungen nicht saldiert in einem Wert dargestellt.

## Angebundene Versorgungsträger an die ZfDR
Ist eine Vorsorgeeinrichtung zu jährlich mindestens einer Standmitteilung verpflichtet, so ist sie gemäß § 7 Abs. 1 Satz 3 RentÜG verpflichtet, sich ab einem bestimmten Stichtag an das Verfahren der ZfDR anzubinden. Diesen Stichtag legt die Bundesregierung aufgrund der Ermächtigung in § 13 Abs. 3 RentÜG durch Rechtsverordnung fest. Solange dieser Stichtag nicht festgelegt ist, gilt die Freiwilligkeit des Verfahrens ohne inhaltliche oder terminliche Bedingungen.
Freiwillig angebunden waren bei Beginn der Betriebsphase
- Allgemeine Rentenanstalt Pensionskasse AG
- Deutsche Rentenversicherung
- Union Investment Privatfonds GmbH
- Versorgungsanstalt des Bundes und der Länder
- Württembergische Lebensversicherung Aktiengesellschaft